# Somogyi Sára
Somogyi Sára (Budapest, 1992. január 17. –) labdarúgó, középpályás. Jelenleg az MTK Hungária FC labdarúgója.

## Pályafutása
2003-ban a Pécsi MFC csapatában kezdte a labdarúgást. 2011 nyarán igazolt az MTK csapatához.

## Sikerei, díjai
- Magyar bajnokság
  - bajnok: 2011–12, 2012–13
- Magyar kupa
  - győztes: 2013[1]